# Вислый (Ростовская область)
Вислый — хутор в Семикаракорском районе Ростовской области.
Входит в состав Большемечетновского сельского поселения.

## История
По преданиям казаков, название Вислый пошло от слова виселица, так как в XVII—XVIII веках в этом хуторе жили можно сказать не очень честные казаки. В Ростовском краеведческом музее имеется петиция атамана станицы Константиновской (ныне город Константиновск) атаману Платову, в которой сказано «в этом хуторе живёт, через двор вор, а крайние дворы все воры». Как гласит предание, что атаман Платов дал указ атаману станицы Константиновской, чтобы тот навел порядок в этом хуторе. Наказание было жестоко, всех подозреваемых воров, арестовали и они были повешены на виселицах вокруг хутора, чтобы другим не повадно было. Отсюда и пошло название хутора — Вислый. Также вокруг хутора есть другие хутора с интересным названием например: Мечетной, Дурной (ныне Жуков), Ведерники.

## География
Находится на трассе «Ростов—Волгодонск».

### Улицы
| - ул. 50 лет Советской Власти - ул. Аптечная - ул. Банная - ул. Белинского - ул. Виноградная - ул. Виноделов - ул. Горького | - ул. Есенина - ул. Закруткина - ул. Казачья - ул. Клубная - ул. Конечная - ул. Куликова - ул. Ленина | - ул. Лермонтова - ул. Луговая - ул. Нижнедонская - ул. Озерная - ул. Октябрьская - ул. Партизанская - ул. Первомайская | - ул. Пионерская - ул. Придонская - ул. Прудовая - ул. Сентябрьская - ул. Смирнова - ул. Спортивная - ул. Строителей | - ул. Трудовая - ул. Тупик - ул. Тургенева - ул. Цветочная - ул. Чехова - ул. Школьная - ул. Шолохова | - пер. 1-й - пер. 2-й - пер. 3-й - пер. 4-й - пер. 5-й - пер. 6-й - пер. 7-й | - пр. Тупик 1-й - пр. Тупик 2-й - пр. Тупик 3-й |

## Население
| 2010 |
| ---- |
| 2321 |

### Известные люди
В хуторе Вислый 8 июля 1948 года родился Петр Леонтьевич Филимонов — главный врач МЛПУЗ «Городская больница № 8» города Ростова-на-Дону.

## Экономика
Основное занятие хуторян и их доход это земледелие. В среднем 1 двор в сезон выращивает 4000 корней капусты, 3000 корней помидор. Остальные выращиваемые овощи, такие как сладкий перец, баклажан, картофель, огурцы. Ранее в хуторе Вислый располагался большой оптовый овощной рынок, ныне он перенесён в хутор Мечетной. Также хутор был богат садами, виноградниками, овощными плантациями.

## Инфраструктура
На территории хутора работают: участковая больница, школа, аптека, магазины, оптовый овощной рынок.